# Pinkshinyultrablast
Pinkshinyultrablast — российская электронная музыкальная группа из Санкт-Петербурга, на музыку которой сильно повлияло звучание шугейза.

## История
Группа состоит из трёх участников: Рустам (синтезатор и электроника), Роман (гитара) и Любовь (вокал). Название группы является отсылкой к альбому шугейз-группы Astrobrite 2005 года Pinkshinyultrablast.
Первым релизом группы был EP Happy Songs for Happy Zombies 2009 года, а в 2014 вышел сингл «Umi». Дебютный полноформатный альбом Everything Else Matters вышел в 2015 и был отмечен The Guardian «нагромождением влияний», включающих «шугейз», «запутанный мат-рок», и «тоскливой электроники».
Второй альбом Grandfeathered был выпущен в 2016; в 2018 вышел третий альбом — Miserable Miracles.

## Дискография

### Альбомы
- Everything Else Matters (2015)
- Grandfeathered (2016)
- Miserable Miracles (2018)

### EP
- Happy Songs for Happy Zombies (2009)[11]
- Songs (2020)

### Синглы
- Umi (2014)
- Holy Forest (2015)[12]
- Ravestar Supreme (2015)[13]
- Kiddy Pool Dreams (2015)
- The Cherry Pit (2016)
- Find Your Saint (2017)
- In The Hanging Gardens (2018)[14]
- Dance AM (2018)[15]